# クラップ発振回路

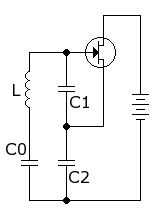
クラップ発振回路（直流バイアス回路省略）

クラップ発振回路（クラップはっしんかいろ）は発振回路の一種で、トランジスタ（あるいは真空管）と正帰還回路から構成される。1948年にジェームズ・クラップによって発表された。
図のように、回路は1つのインダクタと3つのキャパシタから成り、うち2つのキャパシタ (C1, C2) は分圧器を構成し、トランジスタへの入力へ加えるフィードバック電圧を決定している。クラップ発振回路はコルピッツ発振回路のインダクタ (L) にキャパシタ (C0) を直列に追加したものである。FETを使った図中回路の発振周波数は次式で表される。
{\displaystyle f_{0}={1 \over 2\pi }{\sqrt {{1 \over L}\left({1 \over C_{0}}+{1 \over C_{1}}+{1 \over C_{2}}\right)}}\ .}
周波数調整に1つの可変容量キャパシタを使った可変周波数発振回路 (VFO) の設計においては、クラップ回路はコルピッツ回路より好まれる。コルピッツVFOにおいては、分圧器が可変容量キャパシタ (C1またはC2) を含むため、フィードバック電圧が変わって要求される周波数レンジの一部では十分な発振が得られないことがある。クラップ回路では、分圧器に固定容量キャパシタ (C1, C2) を用い、インダクタ (L) と直列に可変容量キャパシタ (C0) を使うことでこの問題を避けている。